# Републикански път II-11
Републикански път II-11 е второкласен път, част от републиканската пътна мрежа на България, преминаващ по територията на области Видин, Монтана, Враца и Плевен. Дължината му е 216,9 km, която го прави втори по дължина второкласен път в България след Републикански път II-37.
Пътят започва от 19,7-и км на Републикански път I-1, югоизточно от град Дунавци и почти по цялото си трасе следи десният бряг на река Дунав. Преминава през селата Цар Симеоново и Ботево, пресича река Арчар и село Арчар и след моста на река Скомля навлиза в Област Монтана. Минава през селата Добри дол, Сливата и Орсоя и достига центъра на град Лом. Пресича река Лом, преминава през село Ковачица, пресича и река Цибрица и село Горни Цибър, след което навлиза на територията на област Враца. Минава последователно през град Козлодуй и АЕЦ Козлодуй, селата Хърлец и Гложене, пресича река Огоста и достига до град Мизия. От там завива на североизток, минава през град Оряхово и селата Лесковец и Остров, след което навлиза в Област Плевен. Минава през село Крушовене и покрай село Байкал, пресича река Искър и по южната периферия на Чернополската низина, през селата Гиген и Брест достига до град Гулянци. След това преминава над река Вит и през селата Милковица, Долни Вит и Сомовит и достига до село Черковица, където само на 150 м след моста над река Осъм се свързва с II-34 на неговия 40,9 km.
По протежението на пътя от него се отделят 6 третокласни пътя, в т.ч 3 с трицифрени номера и 3 с четирицифрени:
Пътища с трицифрени номера:
- при 24,5 km, в село Добри дол – надясно Републикански път III-112 (50,8 km) до град Монтана;
- при 46,5 km, в град Лом – надясно Републикански път III-114 72,6 km) до Светиниколски проход и границата със Сърбия;
- при 196,8 km, в град Гулянци – надясно Републикански път III-118 (27,0 km) до 94,4 km на Републикански път I-3;

Пътища с четирицифрени номера:
- при 15,2 km, в село Арчар – надясно Републикански път III-1102 (48,9 km) през селата Мали Дреновец и Извор, град Димово и селата Острокапци, Кладоруб, Граничак и Салаш до Белоградчишкият проход и границата със Сърбия;
- при 26,5 km на Републикански път III-1102, в село Кладоруб – надясно Републикански път III-1104 (13,1 km) през село Рабиша до село Раяновци;
- при 198,3 km, след град Гулянци – надясно Републикански път III-1106 (18,7 km) през селата Шияково, Ленково и Бръшляница до 6,6 km на Републикански път II-34.

| Пътища, отклоняващи се надясно (населено място, № на пътя, посока на пътя) | Км    | Пътища, отклоняващи се наляво (посока на пътя, № на пътя, населено място) |
| -------------------------------------------------------------------------- | ----- | ------------------------------------------------------------------------- |
| Община Видин, Област Видин, I-1, 19,7 km ←                                 | 0     | ← 19,7 km, I-1, Област Видин, Община Видин                                |
| с. Цар Симеоново                                                           | 7,3   | с. Цар Симеоново                                                          |
| с. Ботево                                                                  | 9,4   | с. Ботево                                                                 |
| Община Димово                                                              | 10,7  | Община Димово                                                             |
| (за с. Държаница) общински път с. Арчар ←                                  | 14,4  | с. Арчар                                                                  |
| (до Белоградчишки проход) III-1102, с. Арчар, 0,0 km ←                     | 15,2  | с. Арчар                                                                  |
| Община Лом, Област Монтана (за с. Септемврийци) общински път ←             | 22,6  | Област Монтана, Община Лом .                                              |
| (до гр. Монтана) III-112, с. Добри дол, 0,0 km ←                           | 24,5  | с. Добри дол                                                              |
| с. Сливата                                                                 | 27,2  | с. Сливата                                                                |
| (за с. Сталийска махала) общински път с. Орсоя ←                           | 32,2  | с. Орсоя                                                                  |
| (до Светиниколски проход) III-114, гр. Лом, 0,0 km ←                       | 46,5  | гр. Лом                                                                   |
| (от София) II-81, гр. Лом, 149,5 km →                                      | 47,5  | гр. Лом                                                                   |
| с. Ковачица                                                                | 58,1  | → с. Ковачица общински път (за с. Станево)                                |
| Община Вълчедръм                                                           | 67,1  | Община Вълчедръм                                                          |
| (от с. Долно Церовене) III-818, 34,3 km →                                  | 68,8  | → 34,3 km, III-818 (до с. Долни Цибър)                                    |
|                                                                            | 70,6  | с. Горни Цибър                                                            |
| Община Козлодуй, Област Враца                                              | 78,9  | Област Враца, Община Козлодуй                                             |
| гр. Козлодуй                                                               | 90    | гр. Козлодуй                                                              |
| с. Хърлец                                                                  | 98,7  | с. Хърлец                                                                 |
| (от гр. Враца) III-101, 89,0 km, с. Гложене →                              | 102,2 | с. Гложене                                                                |
| Община Мизия                                                               | 103,7 | Община Мизия                                                              |
| гр. Мизия                                                                  | 105,5 | → гр. Мизия, 64,3 km, II-15 (до гр. Оряхово)                              |
| (от гр. Враца) II-15, 63,1 km, гр. Мизия →                                 | 106,7 | гр. Мизия                                                                 |
| Община Оряхово                                                             | 111,8 | Община Оряхово                                                            |
| (от гр. Луковит) III-306, 65,3 km, гр. Оряхово →                           | 118,6 | гр. Оряхово                                                               |
| гр. Оряхово                                                                | 120,4 | ← гр. Оряхово, 78,2 km, II-15 (от гр. Враца)                              |
| с. Лесковец                                                                | 127,1 | с. Лесковец                                                               |
| (за с. Галово) общински път ←                                              | 135,6 |                                                                           |
| с. Остров                                                                  | 141   | с. Остров                                                                 |
|                                                                            | 153,1 | → общински път (за с. Горни Вадин)                                        |
| Община Долна Митрополия, Област Плевен                                     | 157,1 | Област Плевен, Община Долна Митрополия                                    |
| (от гр. Кнежа) III-137, 33,4 km, с. Крушовене →                            | 165,8 | с. Крушовене                                                              |
|                                                                            | 173,1 | → общински път (за с. Байкал)                                             |
| Община Гулянци                                                             | 174,6 | Община Гулянци                                                            |
| с. Гиген                                                                   | 175,8 | → с. Гиген, общински път (за с. Загражден)                                |
| (за с. Искър) общински път, с. Гиген ←                                     | 177   | с. Гиген                                                                  |
| с. Брест                                                                   | 188   | с. Брест                                                                  |
| (за с. Крета) общински път ←                                               | 193,1 |                                                                           |
| (до с. Ясен) III-118, 0,0 km, гр. Гулянци ←                                | 196,8 | → гр. Гулянци, общински път (за с. Дъбован)                               |
| (до 6,6 km на II-34) III-1106, 0,0 km ←                                    | 198,3 |                                                                           |
| (за с. Шияково) общински път, с. Милковица ←                               | 201   | с. Милковица                                                              |
| с. Долни Вит                                                               | 205,2 | с. Долни Вит                                                              |
| с. Сомовит                                                                 | 208,3 | с. Сомовит                                                                |
| Община Никопол                                                             | 212,9 | Община Никопол                                                            |
| с. Черковица                                                               | 215,2 | с. Черковица                                                              |
| (от 124,3 km на I-3) II-34, 40,9 km →                                      | 216,9 | → 40,9 km, II-34 (до гр. Никопол)                                         |

Забележка
1. ↑  На протежение от 1,2 km (от км 105,5 до км 106,7) път II-11 се дублира с път II-15 (от км 63,1 до км 64,3)